# Villa flaveola
Villa flaveola är en tvåvingeart som först beskrevs av Macquart 1850.  Villa flaveola ingår i släktet Villa och familjen svävflugor. Inga underarter finns listade i Catalogue of Life.